# Reynaldo Bersabal
Reynaldo Bendijo Bersabal (ur. 15 października 1962 w Magsaysay) – amerykański duchowny katolicki pochodzenia filipińskiego, biskup pomocniczy Sacramento od 2024.

## Życiorys
Święcenia kapłańskie otrzymał 29 kwietnia 1991 i został inkardynowany do archidiecezji Cagayan de Oro. Przez kilka lat pracował jako duszpasterz parafialny, a w 1998 został kanclerzem kurii archidiecezjalnej. Od 1999 pracował duszpastersko w parafiach amerykańskiej diecezji Sacramento, a w 2004 uzyskał inkardynację do tej diecezji.
20 kwietnia 2024 papież Franciszek mianował go biskupem pomocniczym diecezji Sacramento ze stolicą tytularną Balecium. Sakry udzielił mu 31 maja 2024 biskup Jaime Soto.